# Sintikès
Le sintikès (aussi appelé sinté-manouche) est la variété de romani parlé par les Sinté en Allemagne, en Autriche, dans les trois-quarts de la France, et quelques parties de l'Italie du Nord et d'autres régions adjacentes.
Elle est caractérisée par une influence indienne et allemande significative qui n'est pas toujours semblable à d'autres formes de romani.
Les locuteurs de la langue sont environ 320 000 à travers le monde ; en France, ils portent le nom de manouches. La langue s'écrit en lettres latines et est incluse dans l'indo-européen et des groupes de langue indo-aryens et indo-iraniens.

## Présentation
Sinti est le nom que s'est donnée l'importante population rom qui a commencé à quitter les Balkans au début de la dispersion du groupe linguistique romani, à partir de la fin du XIVe siècle, et a migré vers les territoires germanophones.  
Le sintikès est un groupe de dialectes du romani qui appartient au sous-groupe dialectal romani du nord-ouest (en) qui comprend également le kalo finlandais. Ce sont au total une dizaine de dialectes qui sont regroupés sous cette appellation : manouche, manouche d'Auvergne,, gadschkene (3), lallere, sastike et les parlers sinti italiens (5) .